# Seeburg (Basse-Saxe)
Pour les articles homonymes, voir Seeburg, Château de Seeburg et Jeziorany.
Seeburg est une municipalité allemande du land de Basse-Saxe et l'arrondissement de Göttingen.